# Kingdom Come (Jay-Z-album)
 For alternative betydninger, se Kingdom Come. (Se også artikler, som begynder med Kingdom Come)
Kingdom Come er rapperen Jay-Z's comeback-album fra 2006.

## Spor
| #  | Titel                  | Sangskriver                                                                 | Producer                      | Medvirkende kunstnere | Længde |
| -- | ---------------------- | --------------------------------------------------------------------------- | ----------------------------- | --------------------- | ------ |
| 1  | "The Prelude"          | S. Carter, B. Hughes, M. James                                              | B-Money                       |                       | 2:44   |
| 2  | "Oh My God"            | S. Carter, J. Smith, G. Allman                                              | Just Blaze                    |                       | 4:17   |
| 3  | "Kingdom Come"         | S. Carter, J. Smith, R. James, A. Parker, L. Miller                         | Just Blaze                    |                       | 4:23   |
| 4  | "Show Me What You Got" | S. Carter, J. Smith, J. Boxley, C. Ridenhour, E. Sadler, M. McEwan, J. Pate | Just Blaze                    |                       | 3:44   |
| 5  | "Lost One"             | S. Carter, A. Young, M. Batson, D. Parker, C. Payne                         | Dr. Dre and Mark Batson       | Chrisette Michele     | 3:43   |
| 6  | "Do U Wanna Ride"      | S. Carter, J. Stephens, K. West                                             | Kanye West                    | John Legend           | 5:29   |
| 7  | "30 Something"         | S. Carter, A. Young, M. Batson, D. Parker                                   | Dr. Dre                       |                       | 4:13   |
| 8  | "I Made It"            | S. Carter, K. Abdul-Rahman, D. Winslow                                      | DJ Khalil                     |                       | 3:25   |
| 9  | "Anything"             | S. Carter, P. Williams, U. Raymond                                          | The Neptunes                  | Usher, Pharrell       | 4:21   |
| 10 | "Hollywood"            | S. Carter, S. Smith, R. Perry                                               | Scyience                      | Beyoncé               | 4:17   |
| 11 | "Trouble"              | S. Carter, A. Young, M. Batson, C. Pope, D. Parker                          | Dr. Dre and Mark Batson       |                       | 4:53   |
| 12 | "Dig A Hole"           | S. Carter, K. Dean, S. Garrett                                              | Swizz Beatz                   | Sterling Simms        | 4:11   |
| 13 | "Minority Report"      | S. Carter, A. Young, M. Batson, D. Parker, S. Smith, D. Fumo, E. DeCurtis   | Dr. Dre                       | Ne-Yo                 | 4:33   |
| 14 | "Beach Chair"          | S. Carter, C. Martin, R. Simpson, A. Young                                  | Chris Martin and Rick Simpson | Chris Martin          | 5:08   |